# Союз-30
«Союз-30» — пилотируемый космический полет транспортного пилотируемого космического корабля Союз на орбитальную станцию Салют 6. Это был второй космический полет организованный в рамках международной программы космических полётов Интеркосмос и первый с участием польского космонавта.

## Параметры полёта
- Масса аппарата — 6,8 т.
- Наклонение орбиты — 51,66°
- Период обращения — 88,83 (91,31) мин.
- Перигей — 197,6(337,6) км.
- Апогей — 261,3(363) км.

## Экипаж старта и посадки
- Командир — Климук, Петр Ильич (3)
- Космонавт-исследователь — Гермашевский, Мирослав (Hermaszewski Mirosław) (1) (Польша)

## Дублирующий экипаж
- Командир — Кубасов, Валерий Николаевич
- Космонавт-исследователь — Янковский, Зенон (Jankowski, Zenon) (Польша)

## Хронология полёта
Пуск произошел 27 июня 1978 года в 15:27:21 с космодрома Байконур в Казахстане. Полетом командовал полковник Петр Климук, а майор Мирослав Гермашевский летел в должности космонавт-исследователь. Союз-30 был тридцать шестым советским пилотируемым космическим полётом. Начальные параметры орбиты имели значение: апогей 246 км перигее 199 км, наклон плоскости орбиты 51°66', а длительность одного круга 89 минут. Космонавты взяли: флаг и государственный герб Польши, а также ряд сувениров. В течение первых трех витков экипаж осуществил контроль состояния оборудования, проверяют на герметичность, после чего космонавты сняли скафандры. Во время четвёртого и пятого круга была увеличена высота полета и Союз начал догонять станцию Салют 6. После шестого витка экипаж собрался для сна, который продолжался до двенадцатого витка. Потом началась подготовка для манёвра сближения и соединения с комплексом Салют 6. Во время семнадцатого витка космонавты оказались в непосредственной близости от орбитальной станции. Стыковка корабля произошла в 17:08:47 в ходе восемнадцатого круга. 28 июня 1978 года в 22:11 был открыт переход между кораблями. Союз 30 пристыковался к станции Салют-6 и оставался с ней на орбите до 5 июля 1978.
После отделения от орбитальной станции Салют 6, Союз 30 был использован в качестве возвращаемой капсулы для космонавтов Петра Климука и Мирослава Гермашевского.
Капсула Союз 30 приземлилась в 13:30:20. Местом посадки был приблизительно в 300 км на запад от Целинограда (в настоящее время Астана).

## Память
В Музее польской военной техники в Варшаве хранится скафандр «Сокол» Мирослава Гермашевского. Спускаемый аппарат экспонируется в Музее космонавтики в Архипо-Осиповке.